# Пла, Жозеп
Жозеп Пла-и-Казадеваль (кат. Josep Pla i Casadevall; 8 марта 1897[…], Палафружель — 23 апреля 1981[…], Лёфриу, Палафружель) — каталонский журналист и писатель. Как журналист, он работал во Франции, Италии, Англии, Германии и России, где писал политические и культурные очерки на каталанском языке.

## Биография
Сын небогатых сельских хозяев из Баш-Эмпорда, он получил диплом средней школы в Жироне, где, начиная с 1909 года, он был студентом «Colegio de los Maristas» («Школы Мариста»). В своём последнем учебном году (1912—1913) ему пришлось сдать свои выпускные экзамены без законченного курса, потому что он был исключён из школы-интерната. В 1913 году он начал заниматься наукой в университете Барселоны на медицинском факультете, но в середине первого курса он изменил своё мнение и перешёл на юридический факультет.
В 1919 году он окончил университет со степенью в области права и начал работать в журналистике, сначала в «Las Noticias» («Новости»), и вскоре после того в ночных публикациях «La Publicitat» («Гласность»). Он начал свои странствия в качестве корреспондента в различных европейских городах (Париж, Мадрид, Лиссабон, Рим, Берлин). Каталонский регионалист, в 1921 году он был избран депутатом парламента Содружества Каталонии от партии «Lliga Regionalista» в своём родном регионе Баш-Эмпорда. В 1924 году, при диктатуре Мигеля Примо де Риверы, он был приговорён к ссылке из-за критической статьи об испанской военной политике в Марокко, опубликованной в мальоркской газете «El Día» («День»).
За годы своего изгнания он вёл переговоры с некоторыми из главных каталонских противников диктатуры, такими как Франсеск Масия. Он продолжал путешествовать по Европе (Франция, Россия, Англия), а в 1925 году он опубликовал свою первую книгу, «Coses Vistes», которая имела большой успех и была распродана за неделю. Это был хороший предварительный просмотр его эстетических убеждений «писать о вещах, которые никто не видел». В 1925 году совершил поездку в Россию, по результатам которой опубликовал книгу «Rússia. Noticies de la U.R.S.S». Это была первая книга о России, написанная каталонцем на родном языке.
В 1927 году он вернулся в Испанию, оставил «La Publicitat» и начал сотрудничать с «La Veu de Catalunya», газетой «Lliga Regionalista» в либерально-консервативной тенденции согласно приказу Франсеска Камбо — лидера умеренного каталонского регионализма.
Во времена Второй испанской республики он сначала поддержал её, но затем решил, что республика была хаотическая, и во время гражданской войны в Испании поддержал националистов.
Жозеп Пла умер в 1981 году в своём родном Эмпорде, оставив 38 томов (более 25 тысяч страниц) полного собрания сочинений, и много неотредактированных материалов, которые были опубликованы после его смерти.